# Lotus 109
Chronologie des modèles (1994)
Lotus 107C Aucun
La Lotus 109 est une monoplace de Formule 1 engagée par l'écurie Lotus lors de la saison 1994 de Formule 1. Elle est pilotée par l'Italien Alessandro Zanardi et le Britannique Johnny Herbert, remplacés ponctuellement par le Belge Philippe Adams, le Français Éric Bernard et le Finlandais Mika Salo.
La 109 est une évolution de la Lotus 107C engagée au début de la saison, la 109 n'étant pas encore prête à ce moment-là. La 109 se distingue de sa devancière par des pontons retravaillés, un empattement raccourci et un centre de gravité rabaissé. La monoplace fait ses débuts en championnat à partir du Grand Prix d'Espagne, cinquième manche de la saison.

## Historique
En Espagne, seul Johnny Herbert dispose de la 109, Alessandro Zanardi devant encore utiliser la 107C : si en qualification, la nouvelle monoplace est plus rapide que sa devancière, elle ne permet pas à Herbert de s'extirper du fond de grille puisqu'il se qualifie en vingt-deuxième position, juste devant son coéquipier. En course, le Britannique abandonne au quarante-et-unième tour à la suite d'un tête-à-queue,. Au Canada, Herbert, à nouveau seul bénéficiaire de la 109, domine à nouveau Zanardi et termine huitième de l'épreuve, à un tour du vainqueur Michael Schumacher.
À partir du Grand Prix suivant, en France, le deuxième exemplaire de la 109 est prêt pour Zanardi qui se qualifie en vingt-troisième position tandis que Herbert signe le dix-neuvième temps. En course, l'Italien abandonne au bout de vingt tours à la suite d'une panne moteur tandis que Herbert finit septième. En Allemagne, les deux Lotus sont éliminées dès le départ de la course à cause d'un carambolage impliquant huit autres pilotes.
En Belgique, Lotus, exsangue financièrement, fait appel au pilote local Philippe Adams afin de compléter son budget. Adams, qui remplace Zanardi pour ce Grand Prix, se révèle être hors du coup en se qualifiant en vingt-sixième et dernière position, alors que Herbert signe le vingtième temps. En course, si Herbert prend la douzième place, Adams part en tête-à-queue et reste bloqué dans les graviers au seizième tour en voulant laisser passer le pilote Williams F1 Team David Coulthard, qui lui prenait un tour.
Lors du Grand Prix suivant, en Italie, Zanardi retrouve son baquet et signe le treizième temps des qualifications, favorisé par la puissance du moteur Mugen-Honda sur le rapide tracé de Monza, alors que Herbert réalise l'exploit de se qualifier en quatrième position, à cinq dixièmes de la Ferrari de Jean Alesi. En course, les deux pilotes Lotus déchantent, aucun d'entre eux ne parvenant à franchir la ligne d'arrivée,.
Au Portugal, Adams remplace Zanardi et termine seizième de la course, tandis que Herbert se classe onzième. Lors de la manche suivante, en Europe, Zanardi retrouve définitivement son baquet alors que Herbert part chez Ligier, remplaçant le Français Éric Bernard, limogé, mais qui retrouve un volant chez Lotus. Le Français, dominé tout au long du Grand Prix par Zanardi, termine dix-huitième de l'épreuve. Pour les deux dernières courses de la saison, Lotus engage en lieu et place de Bernard le novice Mika Salo. Pour sa première participation, le Finlandais termine dixième du Grand Prix du Japon, devant son coéquipier. Lors de la manche suivante, en Australie, aucune Lotus ne franchira la ligne d'arrivée.
À la fin de la saison, Lotus termine à la douzième place du championnat des constructeurs avec aucun point, une première dans l'histoire de l'écurie, qui se retire de la Formule 1 après 36 ans de participation.

## Résultats en championnat du monde de Formule 1
| Saison | Écurie     | Moteur                   | Pneus    | Pilotes            | Courses | Courses | Courses | Courses | Courses | Courses | Courses | Courses | Courses | Courses | Courses | Courses | Courses | Courses | Courses | Courses | Points inscrits | Classement |
| Saison | Écurie     | Moteur                   | Pneus    | Pilotes            | 1       | 2       | 3       | 4       | 5       | 6       | 7       | 8       | 9       | 10      | 11      | 12      | 13      | 14      | 15      | 16      | Points inscrits | Classement |
| ------ | ---------- | ------------------------ | -------- | ------------------ | ------- | ------- | ------- | ------- | ------- | ------- | ------- | ------- | ------- | ------- | ------- | ------- | ------- | ------- | ------- | ------- | --------------- | ---------- |
| 1994   | Team Lotus | Mugen-Honda MF-351HC V10 | Goodyear |                    | BRÉ     | PAC     | SMR     | MON     | ESP     | CAN     | FRA     | GBR     | ALL     | HON     | BEL     | ITA     | POR     | EUR     | JAP     | AUS     | 0*              | 12e        |
| 1994   | Team Lotus | Mugen-Honda MF-351HC V10 | Goodyear | Alessandro Zanardi |         |         |         |         |         |         | Abd     | Abd     | Abd     | 13e     |         | Abd     |         | 16e     | 13e     | Abd     | 0*              | 12e        |
| 1994   | Team Lotus | Mugen-Honda MF-351HC V10 | Goodyear | Philippe Adams     |         |         |         |         |         |         |         |         |         |         | Abd     |         | 16e     |         |         |         | 0*              | 12e        |
| 1994   | Team Lotus | Mugen-Honda MF-351HC V10 | Goodyear | Johnny Herbert     |         |         |         |         | Abd     | 8e      | 7e      | 11e     | Abd     | Abd     | 12e     | Abd     | 11e     |         |         |         | 0*              | 12e        |
| 1994   | Team Lotus | Mugen-Honda MF-351HC V10 | Goodyear | Éric Bernard       |         |         |         |         |         |         |         |         |         |         |         |         |         | 18e     |         |         | 0*              | 12e        |
| 1994   | Team Lotus | Mugen-Honda MF-351HC V10 | Goodyear | Mika Salo          |         |         |         |         |         |         |         |         |         |         |         |         |         |         | 10e     | Abd     | 0*              | 12e        |

Légende : ici 
- * Aucun point marqué avec la Lotus 107C.